# Storia dei Baltimore Ravens

Il logo dei Baltimore Ravens.

I Baltimore Ravens sono un club di football americano professionistico nato nel 1996 con sede a Baltimora. Questa voce approfondisce la storia della franchigia dalla fondazione ad oggi.

## 1995–1998: primi anni e epoca di Ted Marchibroda (1996-1998)
I Baltimore Ravens nacquero nel 1995 quando Art Modell, allora proprietario dei Cleveland Browns, annunciò la sua intenzione di spostare la franchigia da Cleveland a Baltimora. La controversa questione si concluse quando i rappresentanti di Cleveland e la NFL raggiunsero un accordo l'8 febbraio 1996. Il commissioner Tagliabue promise alla città di Cleveland che una squadra della NFL sarebbe stata stabilita a Cleveland, tramite trasferimento o come squadra di espansione, "non oltre il 1999". Inoltre, l'accordo stabilì che il nome dei Brown, i colori, le uniformi della squadra e la storia della franchigia sarebbero rimasti a Cleveland. La storia della franchigia dei Browns include i record ed i collegamenti con i giocatori indotti nella Pro Football Hall of Fame. La squadra di Modell a Baltimora, pur mantenendo tutti i contratti dei giocatori, rimase, dal punto di vista della storia della squadra, un team di espansione, in pratica "una nuova franchigia". Non tutti i giocatori, lo staff e i dirigenti comunque si trasferirono a Baltimore.

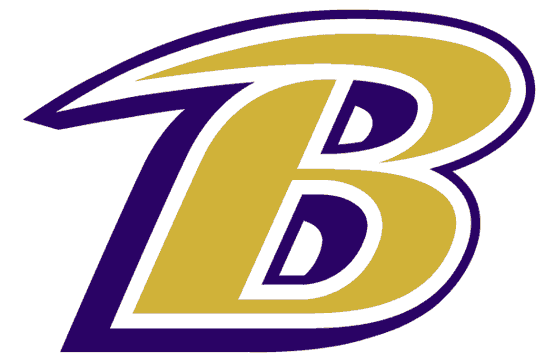
Il logo alternativo dei Ravens.

Dopo la ricollocazione, Modell assunse Ted Marchibroda come capo-allenatore per la nuova franchigia a Baltimore. Marchibroda era già conosciuto per la sua esperienza come capo-allenatore dei Baltimore Colts durante gli anni settanta e degli Indianapolis Colts all'inizio degli anni novanta. Ozzie Newsome, tight end dei Browns per diverse stagioni, si unì a Modell a Baltimore come direttore delle operazioni. In seguito fu promosso a Vice Presidente/General Manager.
Lo stadio casalingo dei Ravens per le prime due stagioni fu il Baltimore Memorial Stadium, casa dei Baltimore Colts anni prima. I Ravens si trasferirono nel loro nuovo stadio di proprietà a Camden Yards nel 1998. Il Raven Stadium in seguito prese i nomi di PSI Net Stadium e di M&T Bank Stadium.

### 1996

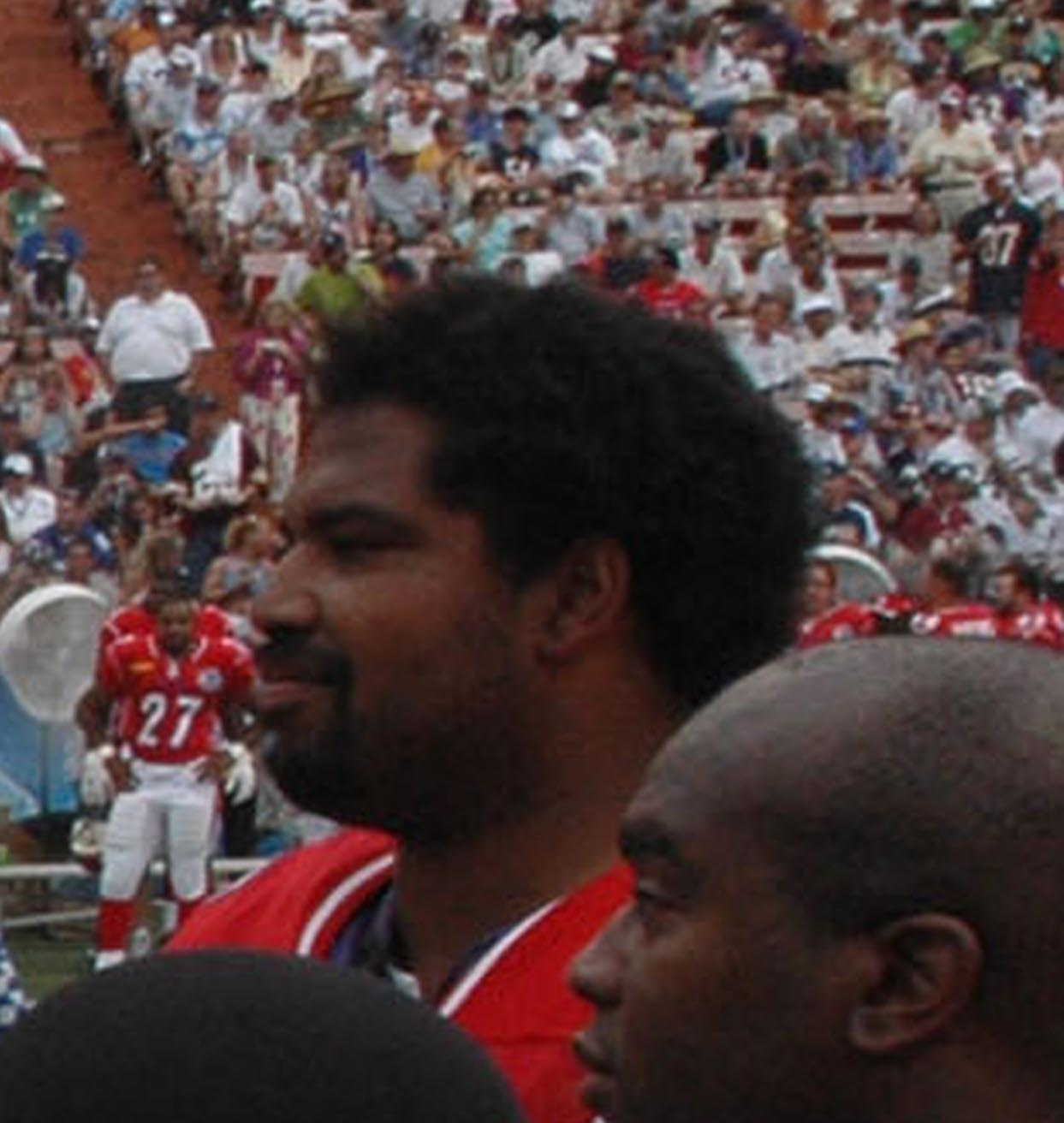
Jonathan Ogden fu la prima scelta della storia della franchigia nel Draft NFL 1996.

Nel Draft 1996, i Ravens, con due scelte al primo giro, scelsero due futuri Hall of Famer, l'offensive tackle Jonathan Ogden come quarto assoluto ed il linebacker Ray Lewis come 26°. I Ravens del 1996 vinsero la prima partita casalinga contro gli Oakland Raiders ma terminarono la stagione 4-12 malgrado il ricevitore Michael Jackson avesse guidato la lega con 14 touchdown su ricezione.

### 1997
Nel 1997 i Ravens iniziarono 3–1. Peter Boulware, un difensore da Florida State, fece registrare 11,5 sack, venendo nominato rookie difensivo dell'anno. La squadra terminò 6–9–1. IL 26 ottobre, fecero il loro primo viaggio a Landover, nel Maryland, per giocare contro i loro nuovi rivali regionali, i Washington Redskins, per la prima volta durante la stagione regolare, al nuovo Jack Kent Cooke Stadium (rimpiazzando il vecchio RFK Stadium a Washington). I Ravens vinsero la gara 20-17.

### 1998
Il quarterback Vinny Testaverde lasciò la squadra per i New York Jets prima della stagione 1998 venendo sostituito dall'ex quarterback degli Indianapolis Colts Jim Harbaugh e poi da Eric Zeier. Il cornerback Rod Woodson si unì alla squadra dopo delle annate di successo coi Pittsburgh Steelers e Priest Holmes superò per la prima volta le 1.000 yard corse in carriera durante la stagione.
I Ravens terminarono il 1998 con un bilancio di 6-10. Il 29 novembre, ospitarono i Colts di ritorno a Baltimora per la prima volta in 15 anni. Nel mezzo di una cattiva accoglienza per i Colts, i Ravens vinsero 38-31.

### 1999
Dopo tre stagioni con record negativi consecutive sotto la direzione di Marchibroda, i Ravens cambiarono capo-allenatore. Brian Billick prese il controllo della squadra nel 1999. Billick veniva da una stagione da record come coordinatore offensivo dei Minnesota Vikings nel 1998. Il quarterback Tony Banks arrivò a Baltimora dai St. Louis Rams ed ebbe la miglior stagione della carriera con 17 touchdown ed 81,2 di passer rating. Egli fu coadiuvato dal ricevitore Qadry Ismail, che ebbe una stagione da 1.000 yard. I Ravens inizialmente faticarono con un record di 4-7 ma si ripresero finendo 8–8.
A causa del persistente dissesto finanziario, la NFL ordinò a Modell di iniziare a prendere accordi per vendere la sua franchigia. Il 27 marzo 2000, i proprietari della NFL approvarono la vendita del 49% dei Ravens a Steve Bisciotti. Nell'accordo, Bisciotti strappò un'opzione per acquistare il restante 51% per 325 milioni di dollari nel 2004 da Art Modell. Il 9 aprile 2004, la NFL approvò l'acquisto di Bisciotti del pacchetto di maggioranza del club.

## 2000-2007: Vittoria del Super Bowl e epoca di Brian Billick

### 2000: Vittoria del Super Bowl

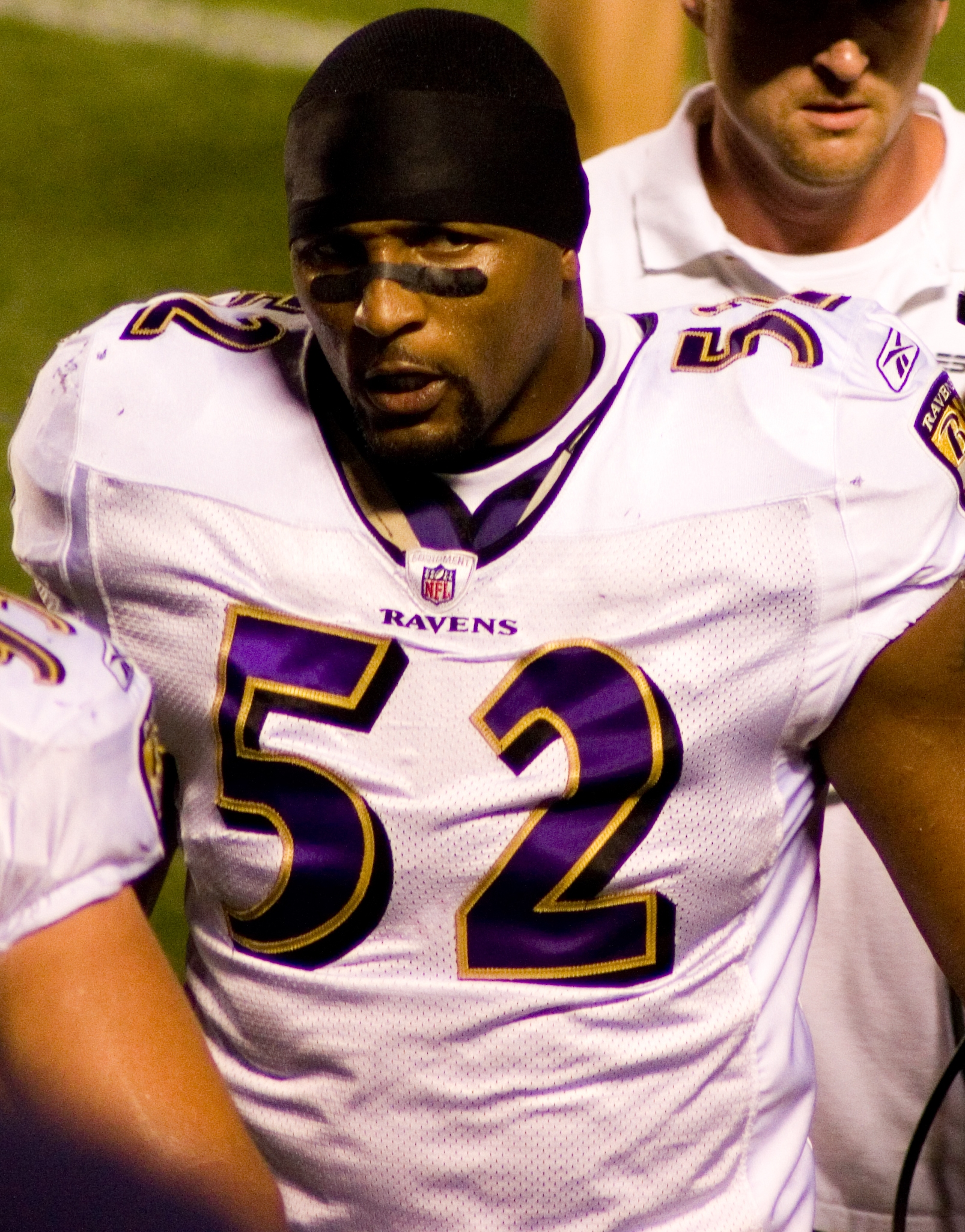
Ray Lewis fu nominato MVP del primo Super Bowl vinto dai Ravens

La stagione 2000 vide la difesa dei Ravens, guidata dal coordinatore difensivo Marvin Lewis, diventare un'unità rocciosa che emerse come una delle più formidabili difese della storia della NFL. La difesa dei Ravens stabilì un nuovo record NFL fermando le squadre avversarie a soli 165 punti concessi in totale; l'impresa oscurò il precedente record dei Chicago Bears del 1986 fermatisi a 187 punti in una stagione da 16 gare. Il linebacker Ray Lewis fu nominato difensore dell'anno e due dei suoi compagni in difesa, Sam Adams e Rod Woodson, furono selezionati per il Pro Bowl.
La stagione di Baltimore iniziò bene con un record di 3-1. Tony Banks iniziò la stagione come quarterback titolare ma fu sostituito da Trent Dilfer quando i Ravens scesero a un bilancio di 5-4. L'allenatore Billick annunciò che il cambio di quarterback sarebbe stato definitivo per il resto della stagione. Le 1.364 yard corse dal running back alla stagione d'esordio Jamal Lewis, combinate con l'arcigna difesa dei Ravens, mantennero Baltimore competitiva anche nelle gare dove l'attacco faticava. Ad un certo punto della stagione la squadra giocò cinque partite senza segnare un touchdown in attacco ma vinse due di queste sfide. La squadra vinse tutte le ultime 7 partite terminando con un record di 12–4. I Ravens raggiunsero così i play-off per la prima volta.

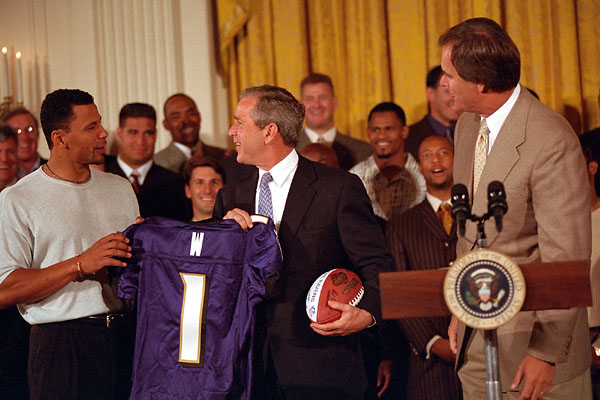
I Ravens nell'incontro col Presidente George W. Bush nel 2001. Bush è al centro. Alla sua sinistra Rod Woodson e a destra Brian Billick.

Dal momento che i Tennessee Titans avevano vinto la division con un record di 13–3, Baltimore dovette giocare il turno della wild card. Nella loro prima partita di playoff di sempre, dominarono i Denver Broncos 21–3 davanti ad un pubblico record di 69.638 spettatori al PSINet Stadium. Nei divisional playoff, trovarono Tennessee sulla propria strada. Sul risultato di parità 10–10 nel quarto periodo, un tentativo di field goal di Al Del Greco fu bloccato da Anthony Mitchell che lo ritornò in touchdown e, insieme ad un intercetto di Ray Lewis, portò Baltimore alla vittoria 24–10. I Ravens nella finale della AFC giocarono contro gli Oakland Raiders. La ricezione da 96 yard di Shannon Sharpe che valse il touchdown all'inizio del secondo quarto, seguita dall'infortunio del quarterback dei Raiders Rich Gannon, diede ai Ravens la vittoria 16–3.
Baltimore andò a Tampa per disputare il Super Bowl XXXV contro i favoriti New York Giants, conquistando, con un punteggio di 34–7, la prima vittoria del titolo nella storia della franchigia. I Ravens fecero registrare 4 sack, forzarono 5 palloni persi, uno dei quali fu un intercetto di Kerry Collins che portò ad un touchdown di Duane Starks. L'unica segnatura dei Giants fu un field goal di Ron Dixon. I Ravens furono la terza squadra della storia a vincere il Super Bowl partendo come wild card.
Il titolo fece dei Ravens la quarta franchigia professionistica con sede a Baltimora a vincere un campionato. Essi furono preceduti nella NFL dai Colts nel 1958, 1959 e 1970, dagli Stars della USFL nel 1985 e dagli Stallions della CFL nel 1995.

### 2001
Nel 2001 i Ravens tentarono di difendere il loro titolo con Elvis Grbac come nuovo quarterback titolare ma un infortunio subito il primo giorno del training camp condizionò Jamal Lewis per tutta la stagione e le sue scarse prestazioni zavorrarono la squadra. Dopo una partenza per 3–3, i Ravens sconfissero i Minnesota Vikings nella settimana finale centrando la wild card e finendo con un record stagionale 10–6. Nel primo turno, i Ravens mostrarono lampi della stagione precedente superando 20–3 i Miami Dolphins, forzando tre palle perse a superando nettamente gli avversari per 347 yard a 151. Nei divisional playoff affrontarono i Pittsburgh Steelers. Tre intercetti subiti da Grbac fecero finire anzitempo la stagione dei Ravens, sconfitti per 27–10.

### 2002

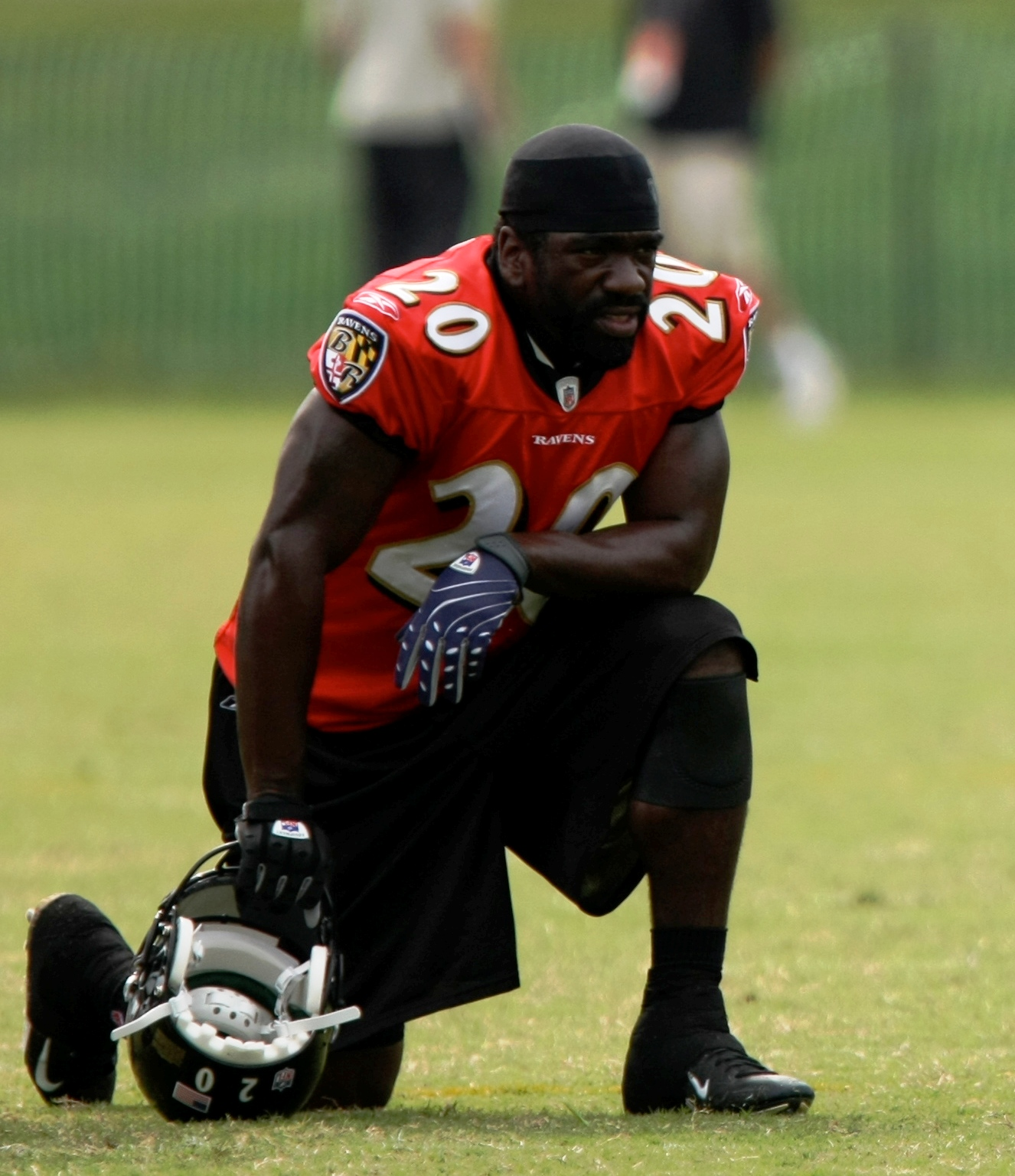
Ed Reed fu scelto come 24º assoluto nel Draft NFL 2002

A causa del salary cap, all'inizio della stagione 2002 Baltimore fu costretta a vendere diversi giocatori d'impatto. I Ravens restarono competitivi, ma una striscia di sconfitte nel mese di dicembre mise fine alle loro speranze di centrare un posto nei playoff. Nel Draft NFL 2002 scelsero Ed Reed, che sarebbe diventato una delle colonne difensive della squadra nel corso di tutto il decennio successivo.

### 2003
I Ravens arrivarono al draft bisognosi di un quarterback. Inizialmente scelsero da Arizona State il defensive end Terrell Suggs, poi scambiarono la loro scelta del secondo giro del 2003 con la prima del 2004 coi New England Patriots ottenendo così la 19ª scelta assoluta, con cui selezionarono il quarterback Kyle Boller. I Patriots usarono la scelta dei Ravens nel 2004 per il defensive tackle Vince Wilfork.
I Ravens nominarono Boller loro quarterback titolare poco prima dell'inizio della stagione ma questi si infortunò a metà della stessa venendo sostituito con Anthony Wright. Jamal Lewis corse per 2.066 yard (comprese 295 yard in un'unica gara contro i Cleveland Browns il 14 settembre). I Ravens furono bloccati a un record di 5–5 finché, in una gara casalinga contro i Seattle Seahawks, rimontarono uno svantaggio di 41–24 negli ultimi 7 minuti dei tempi regolamentari, vincendo poi 44-41 grazie ad un field goal di Matt Stover. Da lì in poi i Ravens vinsero 5 delle ultime 6 partite. Con un record di 10–6, Baltimore vinse il suo primo titolo della AFC North division. Nella prima gara di playoff, in casa contro i Tennessee Titans, essi persero 20-17, chiudendo anzitempo la stagione. Ray Lewis fu nominato miglior difensore della NFL per la seconda volta in carriera.

### 2004
I Ravens non raggiunsero i playoff nel 2004 terminando la stagione con record di 9-7 con Kyle Boller che trascorse la maggior parte della stagione come quarterback titolare. Nella linea secondaria le note positive furono le prestazioni del cornerback Deion Sanders e della safety al terzo anno Ed Reed. Essi furono inoltre l'unica squadra nella stagione regolare a battere i Pittsburgh Steelers che quell'anno terminarono con un bilancio di 15-1.

### 2005
Nel 2005 i Ravens cercarono di migliorare il loro reparto di ricevitori (il secondo peggiore della NFL nel 2005) firmando Derrick Mason dai Titans e scegliendo la stella degli Oklahoma Sooners Mark Clayton nel primo giro del Draft NFL 2005. Ad ogni modo, la squadra terminò l'annata con un record di 6-10. Momenti da ricordare della stagione furono la vittoria sui Green Bay Packers 48-3 nel Monday Night Football e quella sugli Steelers, futuri vincitori del Super Bowl XL.

### 2006

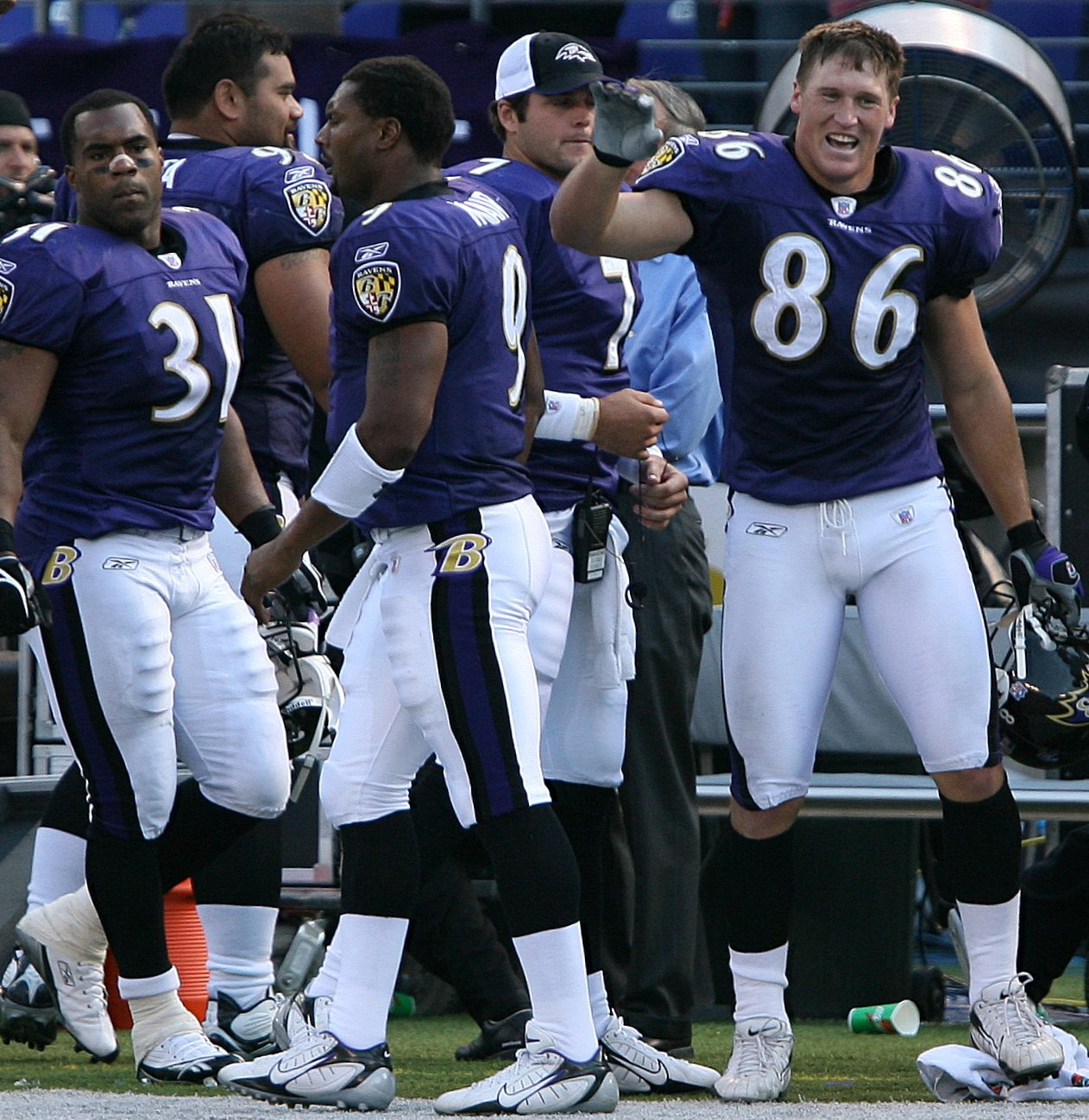
Jamal Lewis (31), Haloti Ngata, Kyle Boller (7), Steve McNair (9) e Todd Heap coi Ravens nel 2006.

Nel 2006 i Baltimore Ravens iniziarono la stagione tentando di migliorare il record di 6–10 del 2005. Per la prima volta nella storia della franchigia, partirono con un record di 4–0, sotto la leadership dell'ex quarterback dei Titans Steve McNair.
I Ravens persero due gare consecutive a metà stagione per problemi offensivi, spingendo l'allenatore Billick a scaricare il coordinatore offensivo Jim Fassel nella loro settimana di pausa. Dopo questa decisione, Baltimore vinse cinque gare consecutive prima di perdere coi Cincinnati Bengals nella settimana 13.
I Ravens conclusero la stagione con record di 13–3, il migliore della storia della franchigia. Baltimore vinse la AFC North e si assicurò il secondo posto nella griglia dei playoff, potendo così saltare il primo turno. Nel divisional round affrontarono gli Indianapolis Colts, il primo incontro della storia tra le due squadre nei playoff. Molti tifosi di Baltimore e Indianapolis videro questo storico incontro come una sorta di "Giorno del giudizio" tra la nuova squadra di Baltimore e la vecchia. Nei primi due quarti entrambe le squadre avevano segnato solo dei field. McNair lanciò un paio di intercetti costosi, incluso una sulla linea di 1 yard e i Colts vinsero la gara e alla fine il Super Bowl.

### 2007
Dopo la stellare stagione 2006, i Ravens speravano di migliorare il loro record di 13-3 ma gli infortuni tormentarono la squadra. La stagione terminò solo con un bilancio di 5-11. Una umiliante sconfitta 22-16 nei tempi supplementari contro gli allora a secco di vittorie Miami Dolphins il 16 dicembre portò alla dipartita di Billick, il giorno dopo la fine della stagione regolare.

## 2008-presente: l'era di John Harbaugh

### 2008
Con un capo-allenatore (John Harbaugh) e un quarterback (Joe Flacco) debuttanti, i Ravens iniziarono la stagione 2008 con molte incertezze. Dopo una partenza con un record di 2-3, Baltimore vinse otto partite nelle ultime 10 terminando con un record di 11-5, utile per qualificarsi con l'ultimo posto disponibile nei playoff. I Ravens iniziarono la post-season battendo in trasferta Miami 27–9 il 4 gennaio 2009. Sei giorni dopo batterono i Titans 13–10 grazie a field goal di Matt Stover a 53 secondi dal termine, qualificandosi per la finale della AFC. I Ravens giunsero a un passo dal Super Bowl XLIII perdendo contro gli Steelers 23–14 all'Heinz Field il 18 gennaio 2009.

### 2009

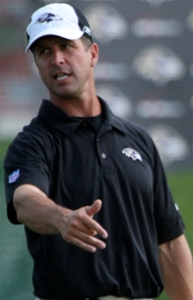
Il capo-allenatore dei Ravens John Harbaugh.

Con Jonathan Ogden ritiratosi dopo la stagione 2007 e Matt Stover divenuto un free agent, l'ultimo giocatore rimanente della prima stagione di Baltimore fu Ray Lewis. Nel draft la squadra scelse Michael Oher nel primo giro.
La loro stagione regolare si concluse con un record di 9-7 e la qualificazione al wild card round dei playoff. Lì affrontarono i Patriots battendoli 33-14 grazie anche a un touchdown da 83 yard di Ray Rice nella prima giocata dalla linea di scrimmage, concludendo il primo quarto in vantaggio per 24-0. Nel turno successivo giocarono contro Indianapolis. Due touchdown alla fine del primo tempo diedero ai Colts un vantaggio di 17-3. La squadra non riuscì più a rimontare e fu sconfitta 20-3.

### 2010
Prima della stagione 2010, i Ravens aggiunsero di giocatori chiave all'attacco, il wide receiver Anquan Boldin dagli Arizona Cardinals e il free agent T.J. Houshmandzadeh, svincolato nella pre-stagione dai Seattle Seahawks. Nel draft scelsero i tight end Dennis Pitta ed Ed Dickson, i defensive tackle Terrence Cody e Arthur Jones, il linebacker Sergio Kindle, il wide receiver David Reed e l'offensive tackle Ramon Harewood nel Draft NFL 2010. I nuovi arrivati totalizzarono complessivamente 37 presenze come titolari.

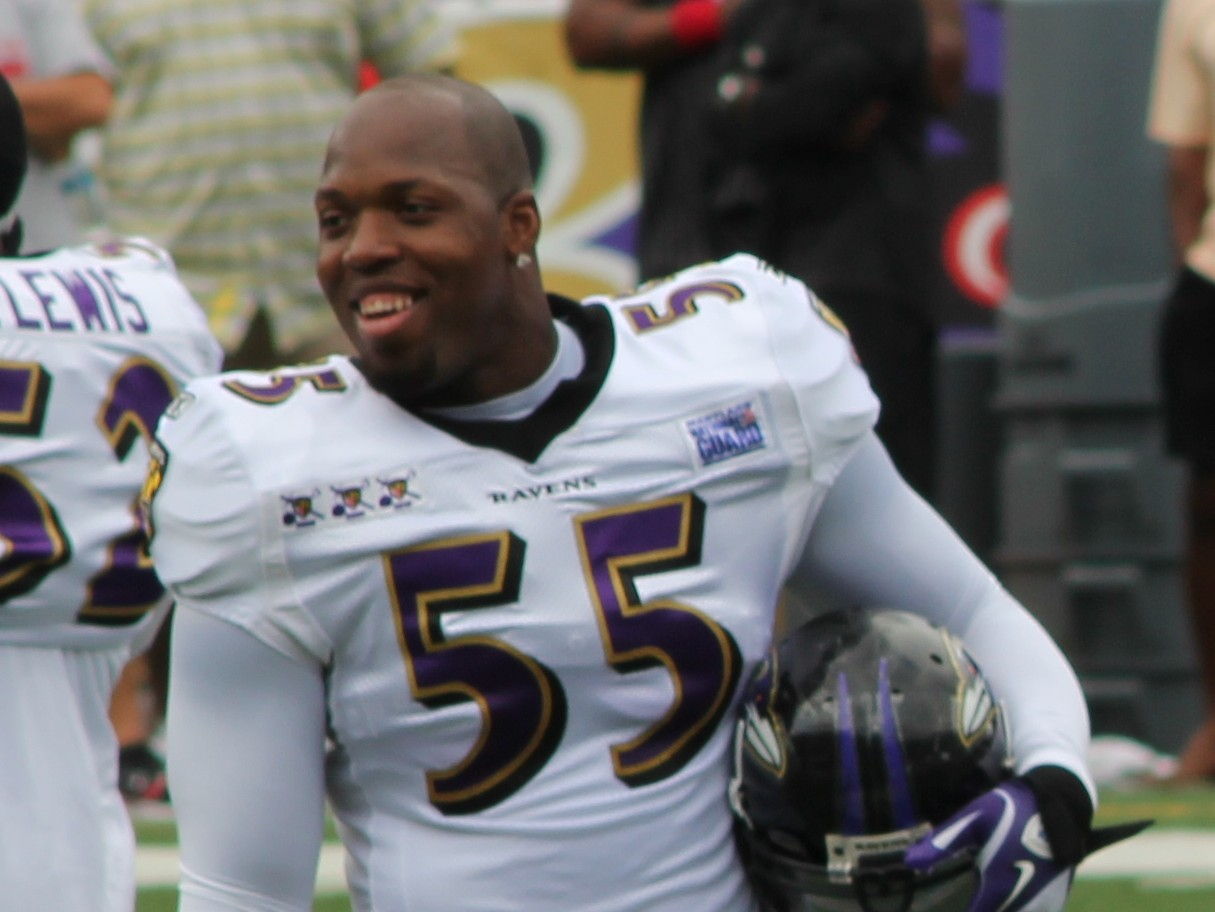
Terrell Suggs fu il difensore dell'anno della NFL nel 2011.

I Ravens terminarono la stagione con un record di 12-4 ma gli Steelers vinsero la AFC North grazie a un miglior record parziale nella division. Nei playoff sconfissero i Kansas City Chiefs 30-7, con Ray Rice che divenne il primo running back dei Ravens a segnare un touchdown su ricezione in una gara della post-season. Nel secondo turno, Baltimore fu sconfitta dagli Steelers 31-24, malgrado un vantaggio di 21-7 all'intervallo, soprattutto a causa di tre palloni persi nel terzo periodo di gioco.

### 2011
Nell'estate 2011, i Ravens svincolarono i veterani Willis McGahee, Todd Heap, Kelly Gregg e Derrick Mason per liberare spazio salariale. Acquisirono invece il fullback Vonta Leach, il wide receiver Lee Evans, la safety Bernard Pollard e il running back Ricky Williams. Successivamente firmarono il tackle sinistro dei Minnesota Vikings Bryant McKinnie e il centro Pro Bowler Andre Gurode dai Dallas Cowboys.
Grazie a una vittoria nell'ultima giornata di campionato in trasferta sui Cincinnati Bengals, i Ravens, con un record di 12-4, si assicurarono la vittoria della division e la possibilità di saltare il primo turno di playoff. Baltimore nel 2011 terminò imbattuta sia in casa che contro gli avversari della division.
Gli Houston Texans batterono i Bengals nel turno delle wild card, affrontando così i Ravens nel secondo turno. Baltimore vinse la partita 20-13 grazie anche a un intercetto di Ed Reed sul quarterback rookie T.J. Yates nel quarto periodo, togliendo agli avversari l'ultima realistica speranza di segnare. Malgrado la vittoria alcuni analisti sportivi criticarono le performance offensive della squadra e in particolare Joe Flacco.
I Ravens e i New England Patriots si giocarono così un posto nel Super Bowl. Dopo tre quarti equilibrati con diverse palle perse da entrambe le parti, Tom Brady segnò un touchdown su corsa portando avanti i Patriots 23-20 nel quarto periodo. Con 38 secondi al termine, Joe Flacco lanciò un passaggio a Lee Evans che sembrò essere il touchdown della vittoria ma il pallone fu deviato dal defensive back dei Patriots Sterling Moore, risultando in un passaggio incompleto. Dopo che Flacco lanciò un altro passaggio non ricevuto da Lee Evans, il kicker Billy Cundiff scese in campo con 15 secondi rimanenti per calciare, da 32 yard, il field goal del potenziale pareggio. Il pallone uscì però alla sinistra del palo e New England si qualificò per il Super Bowl XLVI contro i New York Giants.
A fine stagione, Terrell Suggs fu premiato come miglior difensore dell'anno.

### 2012: fine di un'epoca. Il ritiro di Ray Lewis e la seconda vittoria del Super Bowl

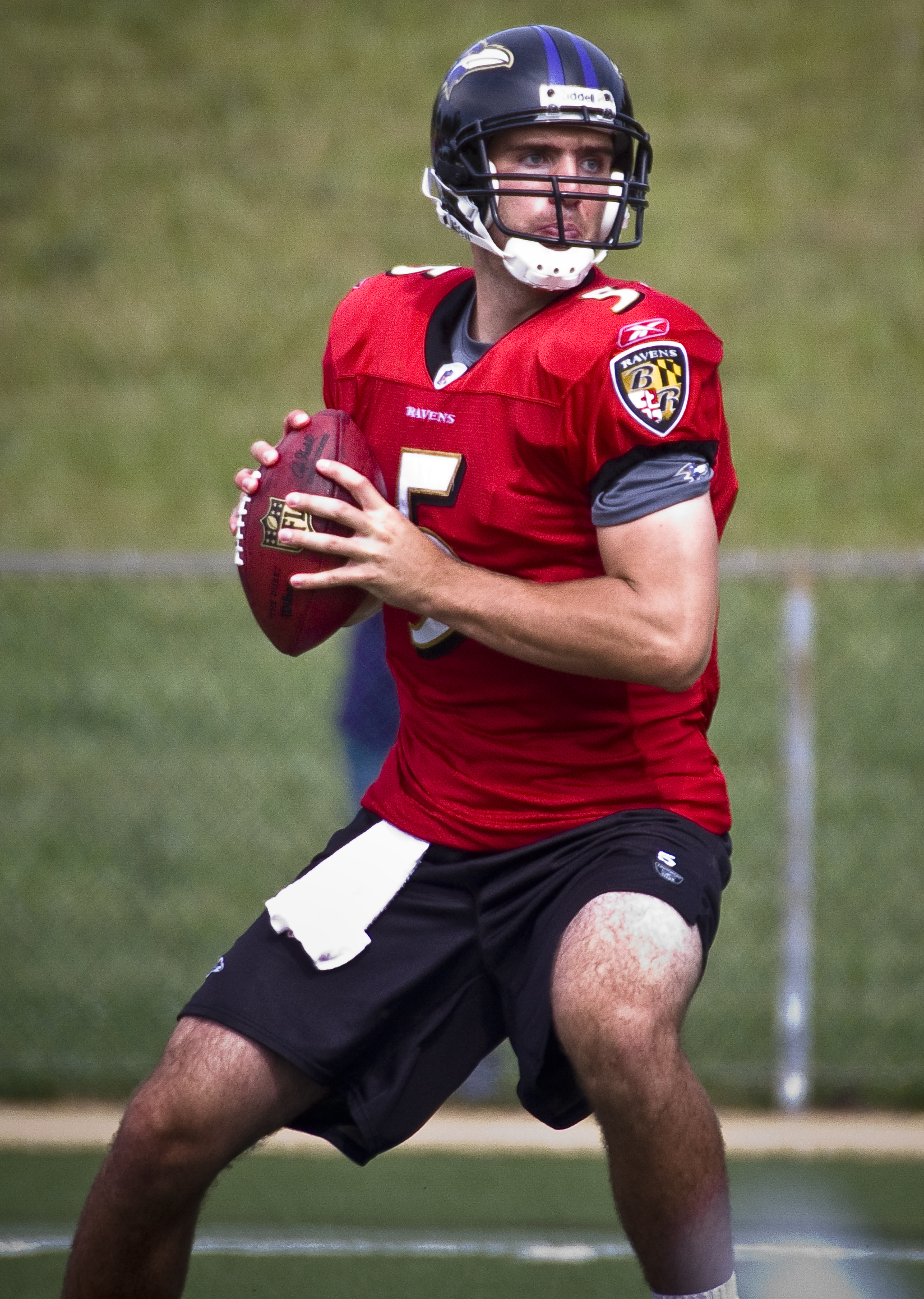
Joe Flacco condusse i Ravens alla seconda vittoria nel Super Bowl della loro storia.

Malgrado i gravi infortuni a inizio stagione che colpirono la difesa, in particolare quelli di Suggs e Lewis, i Ravens partirono con un record di 9-2, in parte grazie alle ottime prestazioni dell'attacco guidato da Flacco. Bisognosi di una singola vittoria per assicurarsi la vittoria della division, i Ravens persero tre gare consecutive, culminate col licenziamento del coordinatore offensivo Cam Cameron e la promozione in quel ruolo dell'allenatore dei quarterback Jim Caldwell. Il punto più basso della stagione fu una sconfitta 34-17 in casa contro Peyton Manning e i Denver Broncos il 16 dicembre. Ad ogni modo, i Ravens si assicurarono la quinta partecipazione ai playoff consecutiva a causa della sconfitta degli Steelers contro i Dallas Cowboys. Malgrado questo risultato, questo periodo negativo portò alcuni media a mettere in discussione la competitività dei Ravens. La squadra si rifece battendo 33-14 i New York Giants campioni in carica e vincendo la division per il secondo anno consecutivo per la prima volta nella storia della franchigia. La stagione regolare si concluse con un record di 10-6 e un raro primo turno in casa nel wild card round dei playoff.
La stagione 2012 vide anche lo storico linebacker Ray Lewis annunciare il suo ritiro alla fine di quella tornata di playoff. Lewis si era infortunato al tricipite il 17 ottobre a metà della sua diciassettesima stagione coi Ravens. Baltimore vinse la gara contro gli Indianapolis Colts, in quella che fu l'ultima gara della carriera di Lewis nello stadio casalingo. I Ravens nel turno successivo erano dati come pesantemente sfavoriti contro i Denver Broncos ma vinsero in una spettacolare gara per 38-35 dopo due tempi supplementari. Tale partita sembrava perduta quando, a un minuto dal termine, Joe Flacco passò un touchdown da 70 yard a Jacoby Jones che spedì la gara ai supplementari. Lì, un intercetto di Peyton Manning ad opera di Corey Graham, che nel corso della partita aveva già ritornato un altro intercetto in touchdown, mise in condizione i Ravens di calciare il field goal della vittoria da parte del rookie Justin Tucker. Grazie alla vittoria, Baltimore si classificò per la finale della AFC contro i New England Patriots 20 gennaio 2013. Grazie a un'altra prestazione notevole di Flacco, i Ravens vinsero 28-13, qualificandosi per il Super Bowl XLVII contro i San Francisco 49ers.

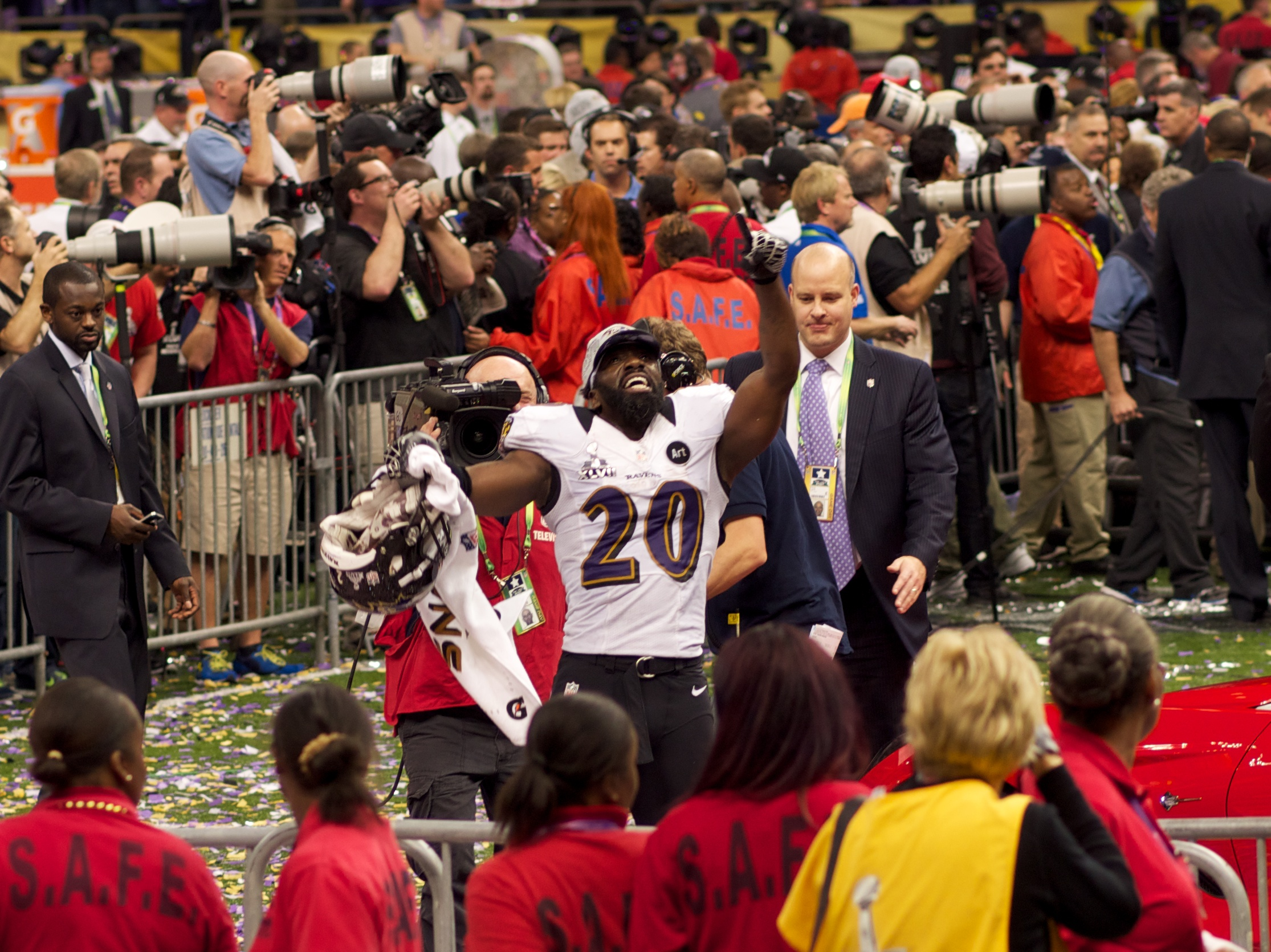
L'esultanza di Ed Reed dopo la vittoria del Super Bowl.

Il 3 febbraio 2013, i Ravens accumularono un notevole vantaggio nel corso del primo tempo del Super Bowl grazie a tre passaggi da touchdown di Flacco. Nel secondo tempo, i 49ers tentarono una clamorosa rimonta ma Baltimore riuscì a portare a casa il secondo Lombardi Trophy della sua storia vincendo per 34-31, con Ray Lewis che chiuse nel migliore dei modi la sua grande carriera. All'inizio del secondo tempo Jacoby Jones stabilì il nuovo record per la giocata più lunga della storia del Super Bowl ritornando un kickoff per 108 yard in touchdown. MVP dell'incontro fu nominato Joe Flacco, che completò 22 passaggi su 33 tentativi per 287 yard e 3 touchdown. Flacco concluse così quei playoff con un totale di 11 touchdown (record NFL pareggiato) e nessun intercetto subito.

### 2013
In virtù della vittoria del Super Bowl XLVII, i Ravens avrebbero dovuto debuttare nella stagione il 5 settembre 2013; tuttavia, a causa di un conflitto di calendario coi Baltimore Orioles (con cui condividono il parcheggio), Baltimore Ravens fu la prima vincitrice del Super Bowl in carica degli ultimi dieci anni a non iniziare la stagione in casa. La prima sfida fu dunque disputata allo Sports Authority Field at Mile High contro i Denver Broncos.

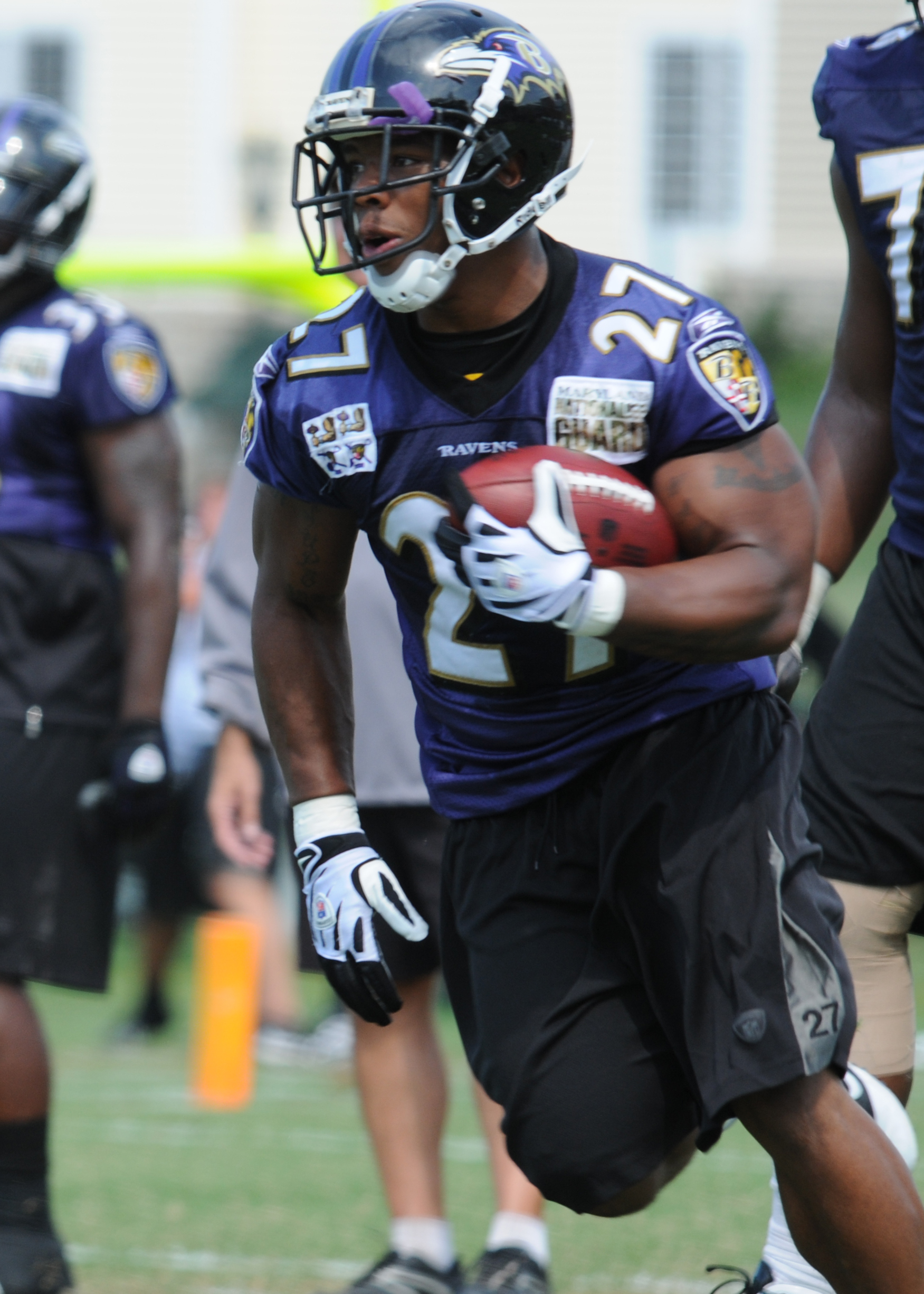
Ray Rice ebbe una stagione negativa nel 2013.

Dopo i ritiri del linebacker Ray Lewis e del centro Matt Birk, il roster della squadra cambiò significativamente prima dell'inizio della stagione. il linebacker Paul Kruger firmò coi Cleveland Browns, il linebacker Dannell Ellerbe coi Miami Dolphins, il cornerback Cary Williams coi Philadelphia Eagles ed Ed Reed con gli Houston Texans. Inoltre, Bernard Pollard fu svincolato per problemi col salary camp, finendo per accordarsi coi Tennessee Titans. Il wide receiver Anquan Boldin fu scambiato coi San Francisco 49ers per una scelta del sesto giro del draft. Vi furono anche degli arrivi, come i defensive lineman Chris Canty e Marcus Spears, oltre che la firma del linebacker free agent Elvis Dumervil e della safety Michael Huff. La scelta del primo giro del draft fu la safety Matt Elam. Durante il training camp, i Ravens persero un giocatore chiave come il tight end Dennis Pitta per l'intera annata a causa di un infortunio.
La stagione si aprì male per i Ravens, che furono sconfitti dai Broncos. La prima vittoria giunse per 14–6 la settimana seguente contro i Browns rivali di division. La settimana successiva gli avversari furono gli imbattuti Houston Texans in casa, che vedevano tra le loro file Ed Reed dopo dodici stagioni di successo coi Ravens. Grazie a una prova positiva della difesa, la gara fu vinta 30–9. Nella settimana 4 la squadra faticò contro i Buffalo Bills, con Flacco che lanciò un primato negativo di 5 intercetti, perdendo 23–20. Su un record di 2-2, la squadra volò a Miami per affrontare i Dolphins. Malgrado un passivo di 13-6 alla fine del primo tempo, l'attacco segnò 17 punti consecutivi, portando Baltimore in vantaggio 23-13 nel quarto periodo. Dal canto suo, Miami rispose con 10 punti consecutivi, pareggiando la gara a otto minuti dal termine. Justin Tucker segnò un field goal da 44 yard a un minuto a 42 dalla fine, riportando i Ravens in vantaggio. Poco dopo, Caleb Sturgis sbagliò il field goal del potenziale pareggio e i Ravens vinsero. La settimana successiva affrontarono in casa i Green Bay Packers. L'attacco faticò inizialmente, non segnando alcun punto nel primo tempo. In svantaggio 16-3 nel quarto periodo, Flacco trovò Jacoby Jones nella end zone con un touchdown da 11 yard, riportandosi sul 16-10. Dopo un field goal segnato dai Packers, Baltimore si trovò sotto 19-10 a quattro minuti dal termine. Joe Flacco trovò ancora Dallas Clark con un passaggio da touchdown da 18 yard, accorciando a 19-17. Tuttavia, i Packers riuscirono a conservare il vantaggio facendo scorrere il cronometro. La settimana successiva, i Ravers persero ancora contro i loro rivali, i Pittsburgh Steelers, 16-19 per un field goal all'ultimo secondo del kicker avversario. Un'altra sconfitta per 18-24 giunse per mano dei Cleveland Browns, la prima contro la squadra dell'Ohio nella gestione di John Harbaugh. Col serio rischio di vedere già fallire la propria stagione, i Ravens interruppero la striscia di tre sconfitte consecutive con una vittoria sui Bengals, dominatori della division quell'anno, 20-17 ai supplementari. Nuovamente ai supplementari, nel turno seguente la squadra fu sconfitta dai Bears. Dopo una vittoria sui Jets in casa la domenica successiva, nel Giorno del Ringraziamento vendicarono la sconfitta contro gli Steelers della settimana 7. Altre due vittorie giunsero contro Vikings e Lions, prima di perdere nella settimana 16 contro i New England Patriots 41-7, la seconda peggior sconfitta della storia dei Ravens in casa. Nell'ultimo turno della stagione, Baltimore fu opposta ai Cincinnati Bengals. La difesa forzò quattro intercetti su Andy Dalton ma l'attacco non seppe trarne vantaggio. Baltimore pareggiò la gara 17-17 nel secondo ma poi subì 17 punti consecutivi degli avversari, concludendo la stagione con un record di 8-8 e rimanendo fuori dai playoff per la prima volta dal 2007.

### 2014
Nel Draft NFL 2014, i Ravens scelsero C.J. Mosley come 17º assoluto. Firmarono l'ex ricevitore dei Carolina Panthers Steve Smith con un contratto triennale e il running back Justin Forsett, che aveva già giocato a Houston con il nuovo coordinatore offensivo Gary Kubiak. Il 15 febbraio, la stella Ray Rice e la sua fidanzata Janay Palmer furono arrestati dopo un alterco fisico al Revel Casino di Atlantic City, New Jersey. Il sito TMZ mostrò un video di Rice trascinare fuori da un ascensore il corpo della Palmer dopo apparentemente averla mandata al tappeto. Per quell'incidente, Rice fu inizialmente sospeso per le prime due gare della stagione il 25 luglio 2014, una punizione lieve che attirò critiche sulla NFL.

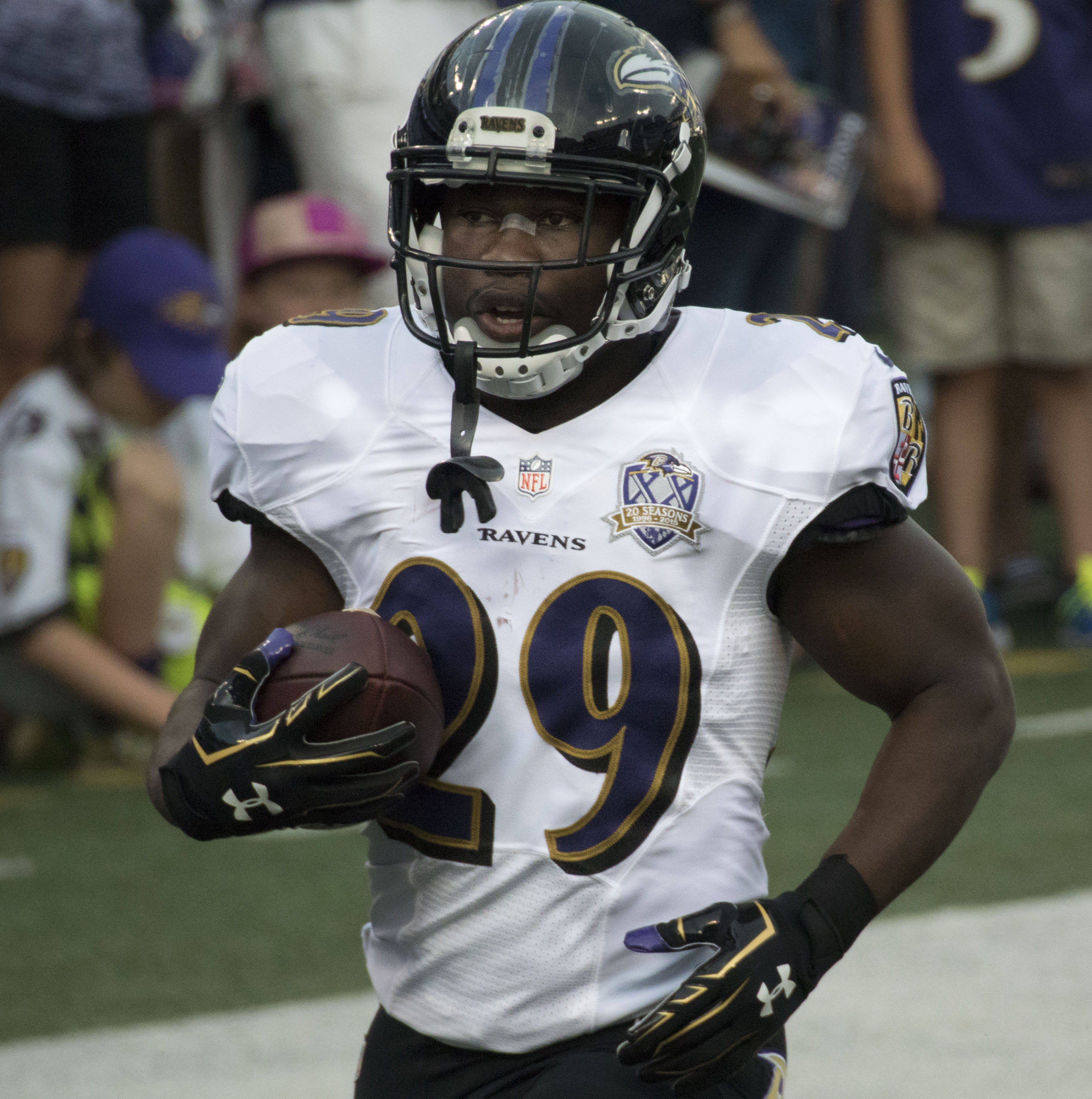
Nel 2014 Justin Forsett sostituì lo svincolato Ray Rice disputando la miglior stagione della carriera

Nella settimana 1, i Ravens persero coi Cincinnati Bengals, 23-16. Il giorno successivo, l'8 settembre 2014, TMZ mostrò un nuovo video, realizzato dalla videocamera interna dell'ascensore, che mostrava Rice colpire con un violento pugno la Palmer (nel frattempo divenuta sua moglie). Per tale motivo, i Baltimore Ravens rescissero il contratto di Rice, che poco dopo fu sospeso a tempo indeterminato dalla NFL. Malgrado l'attenzione negativa attirata dalla vicenda sulla squadra, i Ravens vinsero tre gare consecutive, fino a una sconfitta coi Colts in cui Flacco subì quattro sack. Il quarterback si rifece la settimana successiva lanciando 5 touchdown nei primi 16 minuti di gioco, un record NFL. Dopo una vittoria coi Falcons e una sconfitta in trasferta coi Bengals, Baltimore perse ancora contro Pittsburgh, sepolta da sei passaggi da touchdown di Ben Roethlisberger. Con una vittoria sui Titans, la squadra arrivò alla settimana 10 su un record di 6-4. Al ritorno in campo vi una vittoria sui Saints, seguita da una sconfitta coi Chargers. Nelle settimane 14 e 15 vi furono delle vittorie aiutate da una difesa in stato di grazia che mise a segno rispettivamente 6 e 8 sack contro Dolphins e Jaguars. Nel penultimo turno, una delle peggiori performance di Flacco portò a una sconfitta coi Texans 25-13. Per sperare nei playoff la squadra avrebbe dovuto battere i Browns nell'ultima partita, cosa inizialmente che si rivelò più difficile del previsto. Nel quarto periodo però, i Ravens segnarono 17 punti consecutivi e vinsero 20-10. Con la vittoria Kansas City Chiefs sui San Diego Chargers, Baltimore raggiunse i playoff per la sesta volta nelle ultime sette stagioni, la prima dalla vittoria del Super Bowl XLVII.
Nel turno delle wild card, i Ravens batterono 30-17 i Pittsburgh Steelers all'Heinz Field. La settimana seguente se la videro in trasferta contro i New England Patriots. Malgrado una notevole prova in attacco e l'essere stati in vantaggio di 14 punti in due diverse occasioni, i Ravens furono battuti 35-31 dai futuri vincitori del Super Bowl XLIX.

### 2015

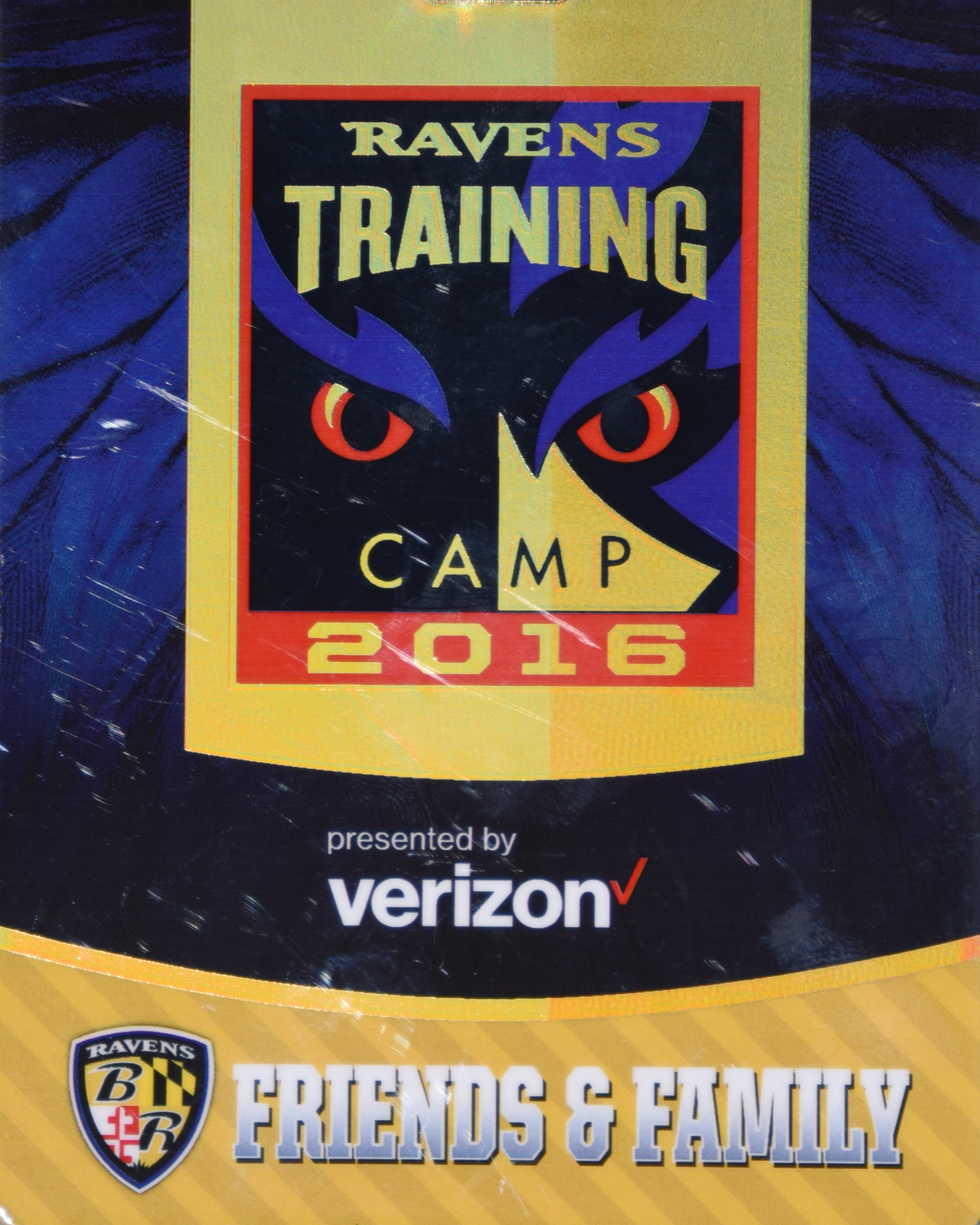
Il logo del training camp 2016 dei Ravens

Il 2015 fu ventesima stagione dei Ravens nella NFL. Dopo l'eliminazione coi Patriots nei playoff dell'anno precedente la squadra era considerata da alcune pubblicazioni, tra cui Sports Illustrated, come la favorita per rappresentare l'AFC al Super Bowl. Tuttavia, infortuni a giocatori chiave, come Joe Flacco, Justin Forsett, Terrell Suggs, Steve Smith Sr. e Eugene Monroe, e l'incapacità di vincere le gare più equilibrate, portarono Baltimore a concludere la prima stagione con un record negativo dell'era Harbaugh-Flacco.

### 2016
Nel 2016 Ravens migliorarono il loro bilancio di 5–11 del 2015, finendo sull'8–8 ma mancando la qualificazione ai playoff per il secondo anno consecutivo dopo una sconfitta contro gli Steelers nel penultimo turno. Fu la prima volta dal biennio 2004-2005 che il club non raggiunse la post-season per due anni consecutivi.

### 2017
I Ravens furono eliminati dalla corsa ai playoff nell'ultima settimana contro i Cincinnati Bengals. Avendo bisogno di fermare un'ultima volta l'attacco degli avversari nel finale, concessero invece a Andy Dalton di trovare Tyler Boyd con un passaggio da touchdown da 49 yard su una situazione di quarto down. La stagione si concluse così con un record di 9–7, vedendosi sopravanzati da Tennessee Titans e Buffalo Bills per un posto come wild card nei playoff.

### 2018
I Ravens iniziarono la stagione con un record di 4–5 e il pericolo di mancare ancora i playoff. Tuttavia, dopo che Joe Flacco si infortunò contro i Pittsburgh Steelers nella settimana 9, il quarterback rookie Lamar Jackson, una delle tre scelte del primo giro di quell'anno, subentrò e guidò i Ravens a un record di 6–1 nel finale di stagione. Al contrario della stagione precedente, i Ravens nell'ultimo turno bloccarono i rinati Cleveland Browns e batterono gli Steelers per il titolo di division. Nel primo turno di playoff furono eliminati dai Los Angeles Chargers. A fine anno, Flacco fu scambiato con i Denver Broncos, rendendo Jackson il quarterback titolare, e il linebacker C.J. Mosley passò ai New York Jets come free agent.

### 2019

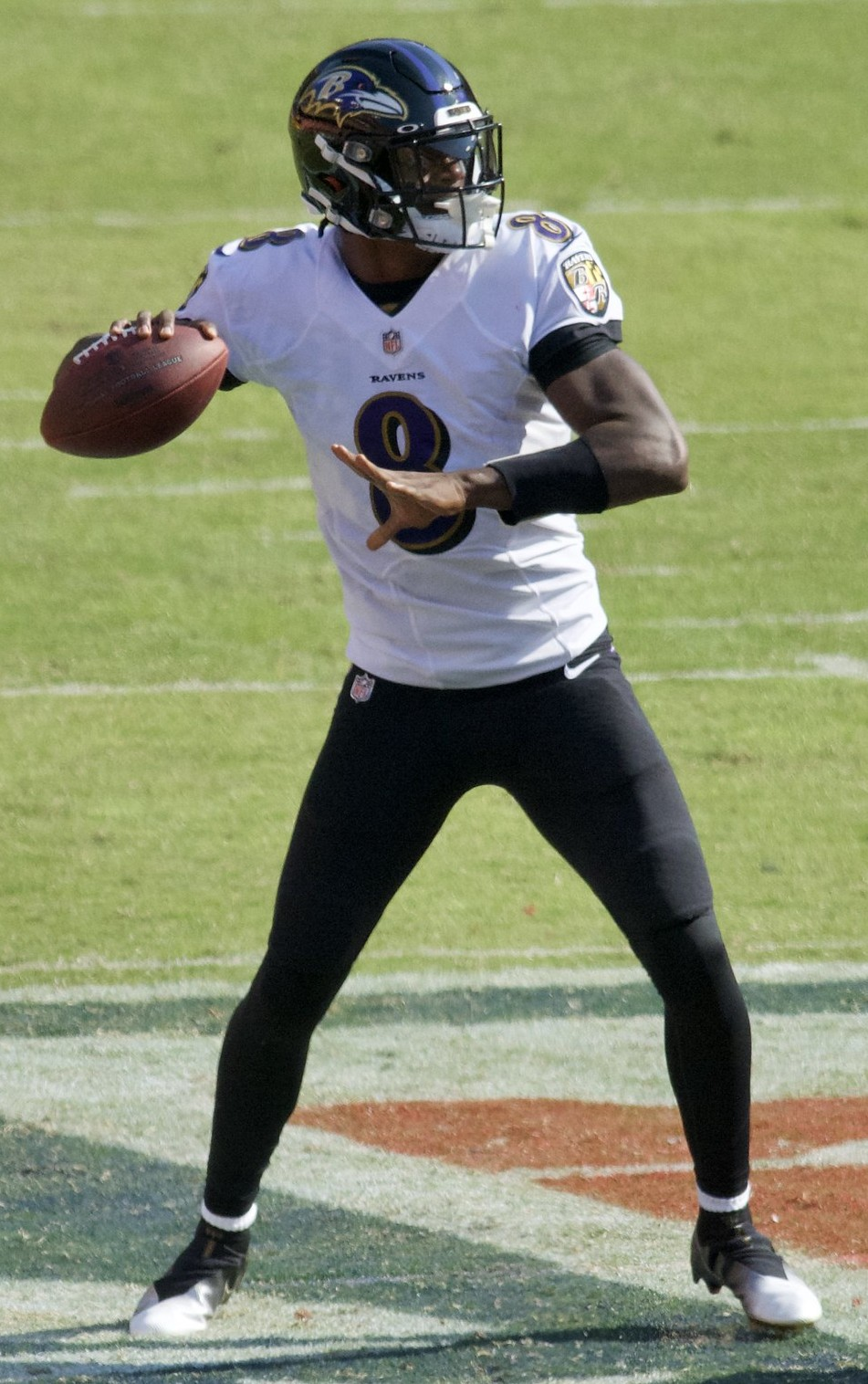
Lamar Jackson nel 2019 fu premiato come MVP della NFL

Con Lamar Jackson al posto di Flacco come quarterback titolare, i Ravens domninarono la AFC North, concludendo con un record di 14-2 che fu il migliore della storia della franchigia, superando le 13 vittorie del 2006. Jackson stabilì un record NFL per yard corse da un quarterback in una stagione e guidò la lega con 36 passaggi da touchdown, diventando il primo giocatore della storia della franchigia a venire premiato come MVP della NFL. Data per favorita per la vittoria del Super Bowl, la squadra fu inaspettatamente eliminata nel divisional round dei playoff dai Tennessee Titans per 28-12.

### 2020
Dopo la stagione di alto livello del 2019, i Ravens scelsero giocatori come Patrick Queen e J.K. Dobbins nel Draft 2020. Malgrado l'avere iniziato con un record di 5-1, Baltimore perse quattro delle successive cinque partite, inclusa una sconfitta sorpresa contro i Patriots che chiuse la sua striscia record di 31 gare consecutive con almeno 20 punti segnati. I Ravens però si ripresero vincendo tutte le ultime cinque gare, compresa una vittoria per 47-42 nel Monday Night contro i Browns in cui Lamar Jackson uscì nel terzo quarto ma fece ritorno a due minuti dal termine, passando subito un touchdown per Marquise Brown. La squadra concluse con un record di 11-5 assicurandosi una wild card per i playoff, vendicandosi nel primo turno della sconfitta dell'anno precedente contro i Titans. La stagione si concluse nel divisional round contro i Buffalo Bills perdendo per 17-3.

### 2021
Malgrado l'avere iniziato la stagione con un record di 8–3, i Ravens collassarono nel finale, perdendo tutte le ultime sei partite, di cui cinque per 8 punti complessivi. Fu la prima stagione con un record negativo dal 2015, finendo ultimi nella AFC North per la prima volta dal 2007 e non raggiungendo i playoff per la prima volta dal 2017. La stagione vide gli infortuni di diversi giocatori chiave, incluso il quarterback Lamar Jackson che saltò le ultime quattro partite per un infortunio alla caviglia. I Ravens conclusero con 19 atleti in lista infortunati, il massimo della lega. 
Il 26 settembre il placekicker Justin Tucker batté il primato per il più lungo field goal della storia, segnando da 66 yard mentre il tempo andava esaurendosi e battendo i Detroit Lions 19–17.